# Остров Марии-Луизы
Остров Марии-Луизы (фр. Marie Louise) — один из островов Сейшельского архипелага.

## География
Остров Марии-Луизы расположен в 300 км к юго-западу от острова Маэ в восточной части архипелага Амирантские острова в Индийском океане, принадлежит государству Сейшельские Острова. Соседний остров Денёф находится в 13 км юго-западнее о. Марии-Луизы.
Представляет собой низменный кораллово-песчаный остров-скалу овальной формы, высотой 9 метров над уровнем моря, площадью 52,6 га (1250 на 600 метров).
Северо-западная часть острова покрыта кокосовыми пальмами и казуариной хвощевидной. Остров отличается от других населённых коралловых островов  Амирантского архипелага тем, что на нём до сих пор сохранились условия для гнездования и размножения большого количества морских птиц. Предполагается, что это связано с отсутствием крыс.  
Остров Марии-Луизы — единственный в Амирантах с большим количеством птиц семейства чайковых — малая глупая крачка (лат. Anous tenuirostris). Имеется здесь также крупная популяция белой крачки (лат. Gygis alba). 
Мария-Луиза используется для сбора яиц тёмной крачки (лат. Sterna fuscata) на соседнем необитаемом острове Desnoeufs.
Остров служит местом кладки для воспроизведения потомства морскими зелёными черепахами (лат. Chelonia Mydas) и биссами (лат. Eretmochelys imbricata).

## История
Остров Марии-Луизы (также известный как Остров Преображения) получил название по имени корабля капитана дю Рослана в 1771 году. 
С конца XIX века населён. В 1905 численность обитателей составляла 86 человек, в будущем население уменьшилось до 15 человек, оставшихся на западном побережье.
До 1963 года главной статьёй экспорта с острова было гуано, вывоз которого ежегодно составлял 3000 тонн. В 1905 достиг 3500 т. Кроме того, с острова транспортировалась копра и сушеная рыба.  
В 1980 были предприняты попытки использовать остров Марии-Луизы в туристических целях. Построено несколько бунгало. Соорудили взлётно-посадочную полосу длиной 518 м (код аэропорта ИКАО — FSMA), однако регулярные рейсы сюда не осуществляются из-за постоянных ограничений воздушного сообщения, связанных с пролётом большого количества морских птиц.

## Население
В западной части острова располагается небольшое поселение численностью около 15 человек, занятых в сельском хозяйстве и рыболовстве. Деревня находится рядом с пляжем, который является единственным безопасным местом причаливания. В других местах сход с судна на берег сопряжён с большими трудностями.